# Могами (тежък крайцер, 1934)
Могами (на японски: 最上) е тежък крайцер на Императорските ВМС на Япония. Първият влязъл в строй представител на типа „Могами“. Носи името „Могами“ в чест на река в префектура Ямагата.
Поръчан е в числото на четирите крайцера от този тип по Първата програма за попълнение на флота от 1931 г. Построен е в периода 1931 – 1935 г. от Морския арсенал в Куре. Ходовите изпитания на крайцера, през март 1935 г., показват наличие на проблеми със здравината на корпуса и преди влизането му в строй той преминава извънреден ремонт.
Веднага след влизането в строй „Могами“ заедно с „Микума“ са повредени в хода на инцидента с Четвърти флот и „Могами“, до февруари 1938 г., преминава модернизация, насочена за повишаване на здравината на корпуса. Скоро след това той отново е в модернизация за провеждането на планираната замяна на оръдейните кули, от януари 1939 до април 1940 г. В периода 1940 – 1941 г. крайцерът заедно с еднотипните кораби активно участва в учения, а също и в операциите по превземането на Френски Индокитай. В хода на битката при Мидуей получава сериозни повреди при сблъсък с крайцера „Микума“ и последващата бомбардировка на американската палубна авиация, но остава на вода и се добира до японска база. Потопен е през 1944 г. в хода на сраженията във Филипинско море.

## Строителство
Поръчките за строителство на първата двойка 8500-тонни крайцери на стойност по 24 833 950 йени в рамките на Първата програма за попълнение на флота са дадени през есента на 1931 г. Първият от тях (временно обозначение според програмата – „крайцер № 1“) е заложен в корабостроителницата на Арсенала на флота в Куре на 27 октомври 1931 г. На 1 август 1932 г. му е присвоено названието „Могами“ – в чест на реката Могами в префектура Ямагата. Преди това името е носено от куриерски съд, който служи в Японския императорски флот от 1908 до 1928 г.
На вода крайцерът е спуснат на 14 март 1934 г. В процеса на последващите довършителни работи на вода кораба преминава т.нар. „Първи етап работи за повишаване на ефективността“, предизвикан от инцидента с „Чомоджуру“. В хода му крайцерът получава оборудване за приемане/изхвърляне на воден баласт в двойното дъно, а също значително, по сравнение с изходния проект, олекотяване на надстройките.
На изпитанията „Могами“ излиза през март 1935 г., без да има към момента командно-далекомерни постове, катапулти, двете кърмови 127-мм установки и зенитни автомати. На 20 март, на мерната миля при остров Угуруджима в пролива Бунго, той достига скорост от 35,96 възела при водоизместимост 12 669 тона и мощност на машините 154 266 к.с., а при форсиране на машините до 160 912 к.с. и намалена до 12 464 тона водоизместимост – 36,44 възела. Обаче ходовите изпитания, в периода март – април, водят в крайна сметка до сериозни повреди по заварявания корпус. От силната вибрация шпангоутите и стрингерите в кърмовия край се деформират, нарушавайки целостта на обшивката над тях, част от горивните цистерни дава теч. Още повече, от ударите на вълните са огънати листове от обшивката в носа, и деформиран се оказва целия корпус. Освен това е затруднено въртенето на оръдейни кули № 3 и 4, тъй като при пребоядисването на зенитната палуба са деформирани основите им. След докуване и извънреден ремонт в Куре „Могами“ е предаден на флота на 28 юли.

## История на службата

### Довоенна
След влизането му в строй, на 28 юли 1935 г., „Могами“ заедно с принадлежащия към същия тип крайцер „Микума“, е зачислен в състава на 7-а дивизия и получава позивните JJMA. Двата крайцера са придадени на Четвърти флот за участие в ежегодните лятно – есенни маневри. На 26 септември същата година, в състава на главните сили на Четвърти флот, те преминават през тайфун, в централната част на който вълните достигат височина 15 – 18 м, а скоростта на вятъра – 30 – 40 м/с. След това произшествие на „Могами“ е установена деформация на корпуса, многобройни разкъсвания на заваръчни шевове, особено в носовия край, също е затруднено въртенето на носовите оръдейни кули. След връщането му в Куре крайцерът, на 15 ноември в очакване на необходимата модернизация, е изваден в резерва втора категория.
На 1 април 1936 г. „Могами“ е преведен в резерва трета категория във връзка с началото на реконструкцията, насочена към отстраняването на недостатъчната здравина и продължила до 15 февруари 1938 г. (Втори етап работи за повишаване на ефективността). В хода ѝ съединените чрез заваряване шевове листове стомана тип „D“ на протежение 80% от дължината на корпуса са заменени с нитовани (дебелината им на много участъци е удвоена), а в краищата – на заваръчни от мека стомана, съкратено е първото ниво на надстройката (със зенитната палуба), за да преминават през него барбетите на оръдейните кули № 3 и 4, поставени са були с увеличена ширина за компенсация на нарасналата водоизместимост. Също паралелно с това са поставени кърмовите 127-мм установки и 25-мм зенитни автомати, намалена е височината на гротмачтата и е преправена системата релси за хидросамолетите.
За разлика от трите други крайцера на дадения тип, „Могами“, след края на работите през февруари 1938 г., не е отново зачислен в състава на 7-а дивизия, а така и остава в Куре, намирайки се в резерва втора категория. На 15 декември същата година той е преведен в резерва трета категория във връзка с планираното начало на нова модернизация. Тя става известна като Трети етап работи за повишаване на ефективността и е насочена преди всичко към замяната на главния калибър – 155-мм триоръдейни установки са демонтирани и на техните барбети са поставени 203,2-мм двуоръдейни установки (т.нар. „модел „Могами““). Паралелно с това също са заменени катапултите на арсенала Куре тип № 2 модел 3 с по-тежките тип № 2 модел 5, парогазовите торпеда тип 90 с кислородните тип 93 (с увеличение на боекомплекта до 24 броя), поставен е прибор за управление на торпедната стрелба тип 92 на площадка на фокмачтата. Модернизацията на „Могами“ се провежда от Арсенала на флота в Куре, работите се водят от 31 януари 1939 до 12 април 1940 г.
На завършителния етап от работите „Могами“, от 15 декември 1939 г., се числи в Куре като кораб за специална служба (както и „Микума“). На 1 май 1940 г. крайцерът се връща в състава на 7-а дивизия (опознавателен знак в нея – една голяма и една малка бели марки на комина), която от този момент вече включва в себе си четирите представителя на типа „Могами“ (флагман – „Судзуя“). От 7 януари 1941 г. 7-а дивизия получава вътрешно деление на две отделения (първо – „Кумано“ и „Судзуя“, второ – „Микума“ и „Могами“), флагман става „Кумано“.
Във връзка с изострянето на френско-тайския конфликт 7-а дивизия, на 23 януари 1941 г., напуска Куре и на 29 януари пристига в Самах на остров Хайнан. На 31 януари на борда на крайцера „Натори“, при посредничеството на японски дипломати, е подписано примирие. На 6 февруари 7-а дивизия излиза в морето, посещава на 10-и Бангкок и 13-и Сайгон. На 18 февруари тя е в Самах, на 20 – 21 февруари престоява в Мако, на 23 – 26 февруари – на Окинава, 3 – 7 март – в Такао, 11 – 28 март – в залива Саеки и на 29 март пристига в Куре. От 4 до 11 април „Могами“ (заедно с „Кумано“) преминава там докуване, в хода на което е поставена и размагнитваща намотка.
На 15 май крайцерът напуска Куре и на 17-и пристига в залива Исе, където се съединява с трите останали кораба на 7-а дивизия, заедно те на 22 май преминават в залива Овасе. На 3 – 4 юни „Могами“, „Кумано“ и „Судзуя“ излизат в морето и се насочват към Бепу, където престояват от 6 до 10-и, 12 – 19 юни са в залива Сукумо и на 23-ти се обединяват с „Микума“ в залива Ариаке. На 27 – 30 юни 7-а дивизия преминава в Йокосука, а оттам, на 8 – 12 юли – в Куре.
На 16 юли крайцерите напускат Куре за участие в превземането на Френски Индокитай. На 22 юли те пристигат в Самах и на 25 – 30 юли съпровождат оттам транспорти с войски до Сайгон. На 7 – 19 август 7-а дивизия е в залива Сукумо и на 20 август се връща в Куре. На 8 – 13 септември „Могами“ (заедно с „Микума“) преминава там поредното докуване. На 16 септември 7-а дивизия излиза в учебен поход, посещавайки Мураджуми (16 септември – 14 октомври), заливите Саеки (15 – 19 октомври), Бепу (20 – 23 октомври и 10 – 11 ноември), Сукумо (23 октомври – 1 ноември), Ариаке (2 – 9 ноември) и на 13 ноември пристига за котвена стоянка при остров Хашира. На 16 ноември крайцерите посещават Куре за зареждане с гориво и попълване на боекомплекта. На 20 – 26 ноември „Могами“ заедно с „Микума“, „Судзуя“ и „Чокай“ правят преход от Куре за Самах, три дни по-късно към тях се присъединява „Кумано“.

### Втора световна война
На 4 декември 1941 г. 7-а дивизия отплава от порт Самах за прикритие на 1-ви Малайски конвой и районите на десант в Кота Бару, Сингора и Патан. В нощта на 9 декември тя заедно с 3-та ескадра разрушители се намира в готовност за нощен бой с британското съединение „Z“ (по-рано открити от подводницата „И-65“), но успява да го открие и на сутринта се съединява с главните сили (линкорите „Конго“ и „Харуна“, тежките крайцери „Атаго“ и „Такао“). На следващия ден тази задача губи своята актуалност, тъй като британските кораби са потопени от авиацията на Японския императорски флот при Куантан.
10 – 11 декември „Микума“ и „Могами“ (2-ро отделение на 7-а дивизия) провеждат в Пуло Кондао, на 14 – 19 декември съпровождат 2-ри Малайски конвой и на 20 декември пристигат в Камран. На 22 декември те отново излизат в морето и на 23 – 27 декември поддържат десанта в Кучинг (операция Q), връщайки се в базата на 27 декември.
На 16 януари 1942 г. 7-а дивизия заедно с крайцерите „Чокай“, „Сендай“ и „Юра“ излиза в морето за прихващане на британски кораби, но заповедта за това е отменена на 18 януари, и на следващия ден дивизията се връща обратно. На 23 януари тя отново напуска Камран, „Могами“ и „Микума“ при това прикриват десанта в Ендау и се връщат на 30 януари. След кратък престой всичките 4 крайцера на 7-а дивизии и „Чокай“ излизат в морето на 10 февруари и след три дена осигуряват прикритието на операция „L“ (превземането на Палембанг и остров Банка). На 16 февруари 7-а дивизия е придадена в състава на Главните сили с цел осигуряване на превземането на западна Ява и на следващия ден пристига на остров Анамбас за прием на гориво и припаси.

#### Битка в залива Бантам
На 24 февруари 4-е крайцера излизат в морето, на 27 февруари „Могами“ и „Микума“ се отделят и се насочват за прикритие на десанта в залива Бантем западно от Батавия. На подхода към него в 00:10 на 28 февруари е получено съобщение от с разрушителя „Фубуки“ за засечени два вражески кораба западно от нос Баби, и крайцерите започват да се приготвят за бой, който по-късно става известен като битката в залива Бантам (боя в Зондския пролив в англоезичната историография). В 00:30 е получена заповедта на командващия 5-а ЕР контраадмирал Хара да се съединят с 5-и дивизион разрушители („Харукадзе“, „Хатакадзе“, „Асакадзе“), и в съответствие с тях „Могами“, „Микума“ и „Шикинами“ да продължават да плават с курс на юг, сближавайки се и със зоната на десанта, и с противника.
В 01:06 от крайцерите визуално откриват противника, и в 01:13 лягат на курс 110°, постепенно съкращавайки разстоянието с него, в същото време разрушителите са завършили боя и започват да се оттеглят. В 01:19 „Могами“ и „Микума“ пускат по шест торпеда тип 93 от апаратите по десния борд по първата от засечените цели, австралийския крайцер „Пърт“ (HMAS Perth (D29))., след това лягат на противоположен курс, тъй като са прекалено близко до остров Баби. В 01:22 те осветяват с прожектори втората цел, американският крайцер „Хюстън“ (USS Houston (CA-30)), и откриват масиран артилерийски огън от далечина 11,2 км, бързо постигайки взривове и пожари в резултат на попаденията. В 01:25 „Микума“, поради проблем с главното електроразпределително табло, прекратява стрелбата с оръдията на ГК и гаси прожекторите, и до неговото връщане в строй, след 5 минути, в 01:30, огън се води само от „Могами“. В 01:27 „Могами“ произвежда по нея нов залп из шест торпеда от апаратите по левия борд. Залпът преминава встрани от целта – американския крайцер „Хюстън“, но вероятно поразява пет свои кораба – транспортите на ЯИА „Сакура-мару“, „Хорай-мару“, „Тацуно-мару“, транспорта/десантен кораб „Шинсю-мару“ (по-късно изваден и ремонтиран) и тралчика № 2. Към 01:35 „Могами“ и „Микума“ завършват рязък завой наляво и продължават стрелбата по първата цел вече от далечина под 5 км – австралийският крайцер „Пърт“, който след многобройни попадения на снаряди и торпеда потъва в 01:42. Продължавайки да плават с югоизточен курс, крайцерите, в 01:46, повторно откриват „Хюстън“ и в 01:50 възобновяват стрелбата по него, около 01:53 описват кръг лягат на обратен курс. Тъй като „Хюстън“, поради повредните вече не отговаря на стрелбата, огънят по него е прекратен в 01:56, към него се насочва „Шикинами“, който го довършва с торпедо, и в 02:06 „Хюстън“ потъва.
От 2-ро отделение на 7-а дивизия само придаденият към нея „Шикинами“ получава повреди по винта от близък разрив. На 4 март 7-а дивизия напуска района на Ява и на следващия ден присига в Сингапур.
От 9 до 12 март крайцерите на 7-а дивизия и „Чокай“ прикриват района на десанта в Сабанг и Ири в северна Суматра, на 15 март се връщат в порта за дозареждане и попълване на запасите. От 20 март те участват в превземането на Андаманските острови и след изпълнение на задачите застават на котва в бирманския порт Мергуи на 26 март. На 1 април в рамките на операция „Си“ всичките пет крайцера излизат в морето, насочвайки се в състава на съединението на вицеадмирал Джисабуро Одзава към Бенгалския залив. В 20:30 на 5 април корабите на Одзава се разделят на три независими групи, от които „Могами“, „Микума“ и разрушителя „Амагири“ влизат в южната. През втората половина на следващия ден те потопяват четири съда на съюзниците – британските „Дарданус“ и „Хандара“ и норвежките „Дагфред“ и „Хермод“. „Могами“ при това изразходва 137 203-мм и 47 127-мм снаряда. На 11 април 7-а дивизия пристига в Сингапур, на 13-и в Камран и на 22-ри пристига в Куре, където крайцерите влизат за планов ремонт в Арсенала на флота. От 4 до 12 май „Могами“ и „Микума“ преминават там докуване.

#### Мидуей
На 22 май 1942 г. 7-а дивизия (командващ контраадмирал Такео Курита, флаг на „Кумано“) под прикритието на 8-и дивизион разрушители („Асашио“ и „Арашио“) напуска Хашираджима и пристига на 26 май в Гуам. На 28 май тя излиза в морето за участие в операцията „МИ“, изначално прикривайки съединението на хидросамолетоносачи на контраадмирал Фуджита („Читосе“ и „Камикава-мару“). На 30 май 7-а дивизия и 8-и дивизион се срещат с транспортната група на контраадмирал Танака (12 транспорта с 5000 войника на борда) и танкерите „Акебоно-мару“ и „Ничией-мару“, от този момент съпровождайки вече тях. Денем на 4 юни Курита получава заповед от Нагумо за обстрел на Мидуей, който трябва да постигне непостигнатата цел на Първо мобилно съединение в загубеното от японците сражение между самолетоносачите – да унищожи американските самолети и бреговите укрепления на атола, които могат да попречат на десанта. Тъй като до крайната точка трябва да се изминат още 410 морски мили, преодоляването им трябва да стане на максималната скорост от 35 възела. Разрушителите „Асашио“ и „Арашио“ не могат да я поддържат в бурното море, и постепенно започват да изостават.
През нощта става ясно, че крайцерите няма да достигнат Мидуей, без да попаднат под ударите на американската авиация, в 00:20 на 5 юни Ямамото отменя заповедта на Нагумо за обстрел. Обаче неговото съобщение по погрешка първоначално е изпратено не на 7-а, а на 8-а дивизия („Тоне“ и „Чикума“). До Курита то достига едва след два часа, в 02:30, когато до Мидуей остават по-малко от 50 морски мили, и едва от този момент 7-а дивизия взема курс на северозапад, насочвайки се насреща към главните сили. Паралелно с това, в 02:15, японските кораби са засечени от плаващата в надводно положение американска подводница „Тембор“ (командир – капитан 3-ти ранг Джон Мърфи) като четири големи неразпознати цели, обаче субмарината скоро губи контакт с тях в тъмнината. В 02:38 контактът е възобновен, и почти веднага и самата лодка е засечена от флагманския „Кумано“. Поради заплахата от торпедна атака четирите крайцера на 7-а дивизия получават заповед да изпълнят завой „всички заедно“ на 45°, но поради грешка при препредаването му и тъмнината само на плаващите първи „Кумано“ и четвърти „Могами“ го изпълняват вярно. Плаващите втори „Судзуя“ и трети „Микума“ започват завой „всички заедно“ на 90°. И ако „Судзуя“ просто преминава в опасна близост зад кърмата на „Кумано“, то „Микума“ към края на петата минута таранира „Могами“. Макар на последния да забелязват сближението и секунди преди сблъсъка да започват завой наляво, даже плъзгащият удар на плаващия с 28-възлов ход крайцер (започнал от района на носовата надстройка и напред към носа) нанася сериозни повреди. На „Могами“ е смачкан и огънат почти на 90° носовия край плътно до първата кула на главния калибър. Повредите на „Микума“ се оказват много по-леки – смачкани са броневите плочи в района на мястото на удара, от горивната цистерна зад котелно отделение № 4 започва изтичане на мазута (през участък от повредена обшивка с дължина 20 и ширина 6 метра), драскотини по борда между 127-мм установка № 2 и гротмачтата. Във връзка с това Курита заповядва на крайцерите „Кумано“ и „Судзуя“ срочно да се оттеглят от района, а на повредения „Могами“ (даже след отделянето на повредения край и херметизация на отсеците той дава максимум 12 възела и има маневреност на натоварена баржа), пострадалия „Микума“ и намиращите се в този момент западно разрушители „Асашио“ и „Арашио“ им е заповядано срочно да плават на изток към мястото на срещата.
Ръководещият борбата за живучест на „Могами“ капитан 3-ти ранг Саруватари освен поправките на повредите заповядва да се махнат и всички потенциално пожароопасни материали на борда. В това число влизат и 24 кислородни торпеда тип 93, тъй като Саруватари ги смята за доста опасни при очакваното авионападение – едно удачно попадение в централната част на корпуса може да доведе до взрива на дванадесет тона взривни вещества, два тона керосин и двадесет и четири хиляди литра течен кислород. На „Микума“ офицерът зает с борбата за живучест, счита за нужно да съхрани торпедата, смятайки, че крайцерът е получил не толкова сериозни повреди. Последствията от тези решения не забавят да се покажат в последвалите две денонощия.
„Тембор“ още няколко пъти установява контакт, опитвайки се да оцени ситуацията, и след загубване на последния контакт, в 04:37, Мърфи изпраща в щаба съобщение, че е засякъл, на 115 мили от Мидуей, два повредени японски крайцера. Скоро след това, в 06:30, тази информация е потвърдена от две летящи лодки PBY на 44-та патрулна ескадрила – те засичат два бойни кораба (опознати като „линкори“) на 125 мили от Мидуей, отбелязвайки, че те плават на запад с 15-възлов ход, и двата са повредени, един оставя след себе си следа от мазут. Съответно в 07:00 от Мидуей за атака над японските кораби е вдигната 241-ва разузнавателно-бомбардировъчна ескадрила на КМП под командването на капитан Маршал Тайлър, включваща към момента 12 пикировчика: 6 „Дъглас SBD-2 Донтлес“ и 6 стари SB2U-3 „Вендикейтър“. Около 08:00 „Даунтлесите“ атакуват с остро пикиране „Могами“, а „Виндикейторите“, след това, около 08:05 – с плавно пикиране „Микума“, но постигат само близки разриви. При това от зенитния огън е свален самолетът на командира на звеното „Виндикейтори“, капитан Ричард Флеминг. Около 08:34 към японските кораби излита осем армейски далечни бомбардировача B-17 под командването на полковник Брук Алън. Те пускат 39 500-фунтови бомби от височина над 6000 м, целейки се основно по „Могами“, без да постигнат попадения.
В 06:45, на 6 юни, японските кораби са открити от един от 18 разузнавателни „Даунтлеси“ на 16-о оперативно съединение на адмирал Реймънд Спрюенс, вдигнати в 05:00 от самолетоносача „Ентърпрайз“ (USS Enterprise (CV-6)). От него съобщават за „линкор, крайцер и три разрушителя“ на разстояние 125 морски мили, но поради неправилно разшифроване на съобщението в щаба го разбират като „самолетоносач и пет разрушителя“. Независимо от това, че един от „Даунтлесите“ извършва кацане на самолетоносача в 07:30 и неговия екипаж донася правилната информация за противника (два крайцера и два разрушителя), това води само до по-голямо объркване – Спрюенс решава, че си има работа с две корабни съединения на японците. В резултат на това, в 07:45, крайцерите „Минеаполис“ (USS Minneapolis (CA-36)) и „Ню Орлиънс“ (USS New Orleans (CA-32)) започват да пускат хидросамолети за обследване на целите, а самолетоносачът „Хорнет“ (USS Hornet (CV-8)), малко преди 08:00, започва да вдига ударна група от 25 „Даунтлеси“ (11 от 8-а бомбардировъчна, 12 от 8-а разузнавателна и по един от 5-а и 6-а разузнавателни ескадри. Осем машини несят 500-фунтови бомби, останалите – 1000-фунтови) с прикритие на 8 „Уайлдкета“. Около 9:30 на японските кораби излизат два хидросамолета на „Ню Орлиънс“, по които незабавно е открит зенитен огън от „Микума“. Веднага след това, в 09:45 – 09:50, те са атакувани от групата на „Хорнет“, която постига две попадения на бомби в „Могами“. Първата бомба поразява оръдейна кула № 5, целият разчет на която загива. Втората пробива авиационната палуба и се взривява в торпедния отсек под нея, предизвиквайки пожар. Но тъй като там няма заредени торпеда, благодарение на заповедта на Саруватари, взрив на боекомплекта няма, а огънят е потушен в течение на час. Зенитният огън на крайцерите в хода на нападението сваля два „Даунтлеса“ от 6-а и 8-а разузнавателни ескадрили, техните екипажи (командири – лейтенантите Кларънс Вамен и Дон Грисуолд) загиват.
Към този момент ситуацията за японците все още не е тежка (повредите по „Могами“ се описват като леки), и около 11:00 курса е сменен на югозападен – за да, в крайна сметка, се окажат под прикритието на бреговата авиация на Уейк, до който има 710 мили. Обаче към този момент към корабите вече лети втора ударна група от 31 „Даунтлеса“ на „Ентърпрай“ и „Хорнет“ (от 3-та и 6-а бомбардировъчни и 5-а и 6-а разузнавателни ескадрили) и 12 „Уайлдкета“, под общото ръководство на капитан-лейтенант Уолис Шорт от „Йорктаун“ (USS Yorktown (CV-5)). Те откриват японските кораби в 12:11 и тръгват в атака, избирайки за главна цел „Могами“, който е поразен от още две бомби: една отново детонира на авиационната палуба, другата пред носовата надстройка. „Микума“ повтаря циркулацията на „Могами“ и става във връзка с това следващата цел за пикировчиците. Той е поразен от пет бомби, губи ход и на него бушуват пожари. В 13:58 огънят достига заредените торпеда, взривът на които разрушава централната част на крайцера. Дадена е заповед да се напусне кораба.
„Могами“ и „Арашио“ приближават „Микума“, за да свалят екипажа, но не могат да се швартоват непосредствено за борда на крайцера поради продължаващите се пожари, и хората трябва да стигат до тях на дървени салове или с плуване. „Асашио“ започва да описва кръгове около трите кораба. Около 15:00 следва трето нападение – към японските кораби излитат 23 „Даунтлеса“ от „Хорнет“ носещи 1000-фунтови бомби, и „Могами“ и „Арашио“, намиращи се на дрейф около горящия крайцер, веднага стават лесни цели. На „Арашио“ бомба се взривява в района на 127-мм установка № 3, където се събират извадените от водата оцелели, в резултат на което са убити 37 души. На „Могами“ пета по ред бомба отново поразява полетната палуба, предизвиквайки крайно силен пожар в района на лазарета. Всички корабни медици и санитари са убити или ранени, намиращите се в лазарета и не успели навреме да го напуснат ранени стават жертви на огъня. Още повече това е вече трето попадение в един и същи участък на кораба, и много от аварийните люкове са деформирани от взривовете, отрязвайки на членовете на екипажа пътя за бягство. Най-накрая, поради разпространението на огъня, капитан 3-ти ранг Саруватари взема тежкото решение, заповядвайки да се блокира отсека, затваряйки всички неповредени люкове. След като пожарът е взет под контрол и потушен, са намерени телата на няколко души при люковете, включая и един старши лейтенант, направил си сепуку, за да не дочака смъртта си в пламъците. Саруватари е разтърсен от голямата скръб към загиналите си другари, но неговата заповед спасява кораба от гибел. Поради заплахата от ново нападение, в 15:25, „Могами“ и разрушителите изоставят „Микума“, само с 240 оцелели от него на борда. Независимо от повредите в носовата част, „Могами“ успява да развие скорост 20 възела. В този ден корабите се дозареждат от танкера „Ничией-мару“, а на 8 юли се обединяват със „Судзуя“ и „Кумано“. На 14 юни те пристигат на Трук, и „Могами“ е пришвартован за плаващата работилница „Акаши“ за извънреден ремонт, продължил месец време. В хода на огледа на корпуса по-късно, в корабостроителницата откриват над 800 пробойни с различни размери, превърнали бордовете в редица участъци на пчелни клетки. Всичко при Мидуей на „Могами“ загиват 90 души (9 офицера и 81 старшини и матроси) и 101 са ранени.
- „Могами“ след конверсията в авионосен крайцер, август 1943 г.
- Изглед към носовите оръдейни кули и надстройката, вижда се РЛС № 21
- Изглед към десния борд, виждат се 127-мм установки, трицевните 25-мм автомати и катапултите
- Изглед към авиационната палуба, заета от 7 двуместни (F1M2) и триместни (E13A1) хидросамолети тип 0

От 5 до 11 август крайцерът преминава от Трук в Сасебо. На 25 август „Могами“ е приписан като кораб със специално предназначение към ВМБ Куре, а на 1 септември е въведен в сух док на Арсенала на флота в Сасебо за ремонт и модернизация, заели в крайна сметка 8 месеца. Главната им съставляваща става конверсията в авионосен крайцер, тъй като един от направените от резултатите на Мидуей изводи е оценката за недостатъчния брой разузнавателни хидросамолети на съпровождащите самолетоносачите крайцери. На „Могами“ са махнати задните оръдейни кули (№ 4 и разрушената № 5), в техните погреби са поместени цистерни за авиобензин и хранилища за авиационни боеприпаси. Авиационната палуба със системата релси е удължена почти до самия край на кърмата, на нея вече могат да се съхраняват до 11 хидросамолета. Освен това наличната МЗА е сменена с десет строени 25-мм автомата (всичко 30 ствола), броят на визьорните колонки тип 95 е увеличен от 2 до 4 (в т.ч. за сметка на резервния ВЦН тип 94), направен е команден пост за ПВО (на компасния мостик) и РЛС за откриване на въздушни цели № 21 (на върха на фокмачтата), значителна част от илюминаторите е заварена. Стандартната водоизместимост на крайцера достига 12 206 тона, а нормалната с 2/3 запаси 14 142 тона. „Могами“ се връща в строй на 30 април 1943 г. и е придаден пряко на Първи флот.
На 20 май 1943 г. „Могами“ заедно със 7-а дивизия („Судзуя“ и „Кумано“) напуска Токуяма и се насочва за Токийския залив, където пристигат на 21-ви. Там в течение на 9 дена те се занимават с бойната подготовка пред планирания поход към Алеутските острови, но той е впоследствие отменен. На 24 май „Могами“ е леко повреден при стълкновение с танкера „Чоа-мару“ (последствията са във вид на няколко вдлъбнати листове обшивка и бързо са поправени) и на 31 май – 2 юни, ден след 7-а дивизия, преминава в Хашираджима. На 8 юни лодките му участват в спасителната операция след взрива на погребите на линкора „Муцу“, но те не успяват да открият оцелели. На 10 юни крайцерът е предаден в състава на 7-а дивизия на Трети (авионосен) флот. Повече от месец „Могами“ се занимава с бойна подготовка във Вътрешно море, докато на 8 юли на него започва качване на войски и товари, за Уджини. На 10 юли крайцерът в състава на авионосното съединения излиза в морето и на 15-и пристига на Трук. Оттам той, от 19 до 21 юли, преминава в Рабаул заедно с хидросамолетоносача „Нишин“, крайцерите „Тоне“, „Чикума“, „Ойодо“, „Агано“ и 5 разрушителя. След като стоварва войските, „Могами“, от 24 до 26 юли, се връща на Трук, където след това престоява два месеца.
На 18 септември „Могами“, заедно с другите кораби на Обединения флот, излиза в морето за противодействие на рейда на американско авионосно съединение, 20 – 23 септември е при атола Ениветок и на 25-и се връща на Трук. На 17 октомври в състава на авионосното съединение на адмирал Кога крайцерът отново плава към атола Ениветок в посока очаквания, според данни на радиопрехващането, американски рейд. Корабите достигат крайната точка на 20 октомври, но не откриват никой и на 26 октомври се връщат в базата. На 3 ноември „Могами“ заедно с „Кумано“ и „Судзуя“ излизат в морето за удар по мястото на десант на американските сили в залива Императрица Августа на Бугенвил. Сутринта на 5 ноември крайцерите пристигат в Рабаул и скоро след това попадат под удара на американската авиация. „Могами“ в хода на нападението е поразен от 500-фунтова бомба на „Даунтлес“ от 12-а бомбардировъчна ескадрила от състава на авиогрупата на самолетоносача „Саратога“ (USS Saratoga (CV-3)). Бомбата пробива горната палуба по десния борд между първата и втората кули на ГК и детонира на средната палуба. Тя нанася сериозни повреди на двете палуби и обшивката по двата борда, а започналия силен пожар и заплахата от взрив на боекомплекта принуждават екипажа да наводни спешно носовите погреби. Носовата част на крайцера след това се забива във водата до средната палуба. „Могами“ в съпровождение на „Судзуя“ прави преход до Трук на 6 – 8 ноември. След спешен ремонт от плавработилницата „Акаши“ крайцера излиза в морето на 16 декември и след пет дена пристига в Куре. На следващия ден, 22 декември, започва ремонта му в Арсенала на флота, отнел 2 месеца. В хода му освен поправка на повредите „Могами“ преминава и втората си военна модернизация – допълнително са поставени 8 единични 25-мм автомата (всичко 38 ствола). На 1 януари 1944 г. той изваден от състава на 7-а дивизия и е преподчинен пряко на Трети флот, ремонтът е завършен към 17 февруари.
На 8 март 1944 г. „Могами“, с армейски товар на борда, излиза в морето заедно с „Дзуйкаку“, „Конго“, „Харуна“ и 3 разрушителя, пристига в Сингапур на 15 март и след разтоварването му, на следващия ден, преминава на котвената стоянка при остров Линга. Там той се намира в течение на 2 месеца занимавайки се с бойна подготовка. На 11 – 14 май „Могами“ със 7-а дивизия преминава в Тави Тави. Там те прекарват месец, готвейки се за операцията „А-Го“ (с прекъсване поход до остров Таракан за дозареждане, 15 – 17 май). С началото на операцията „А-Го“, на 13 юни, крайцерите излизат в морето в състава на Мобилния флот на вицеадмирал Одзава и на 19 – 20 юни участват в сражението във Филипинско море, без да получат в хода му никакви повреди. На 22 юни корабите са в Окинава и на 25-и пристигат в Куре. С пристигането си „Могами“ преминава в Арсенала на флота трета военна модернизация, завършила на 8 юли. В хода ѝ са добавени още 4 трицевни и 10 единични 25-мм автомата (общ брой на стволовете – 60), поставена е РЛС за откриване на надводни цели № 22 на фокмачтата и РЛС за въздушни цели № 13 на гротмачтата, два комплекта инфрачервени прибора за наблюдение и свръзка тип 2 на мостика, жилищните помещения са максимално очистени от огнеопасни предмети, допълнително е подобрена водонепроницаемостта на преградите под водолинията.
На 8 юли „Могами“, заедно с 1-ва дивизия линкори, 4-та и 7-а дивизии крайцери и 2-ра ескадра разрушители напуска Куре, с войски и товари на борда. На 10 юли спира в Окинава, 14 – 17 юли е в Манила, а на 19-и пристига в Сингапур – крайната цел на похода. На 20 юли крайцерът преминава в базата на Линге, където прекарва около три месеца. В хода на стоянката РЛС № 22 4-та модификация на „Могами“ е модернизирана с поставянето на суперхетеродинен приемник, позволяваща управляването на артилерийския огън.

#### Сражението в залива Лейте
На 18 октомври 1944 г. „Могами“ напуска Линга в състава на Трето отделение на Първо ударно съединение, включващо също линкорите „Ямаширо“ (флаг на командващия 2-ра дивизия и цялото Трето отделение вицеадмирал Нишимура) и „Фусо“, разрушителите „Митишио“ (флаг на командващия 4-ти дивизион капитан 1-ви ранг Такахаши), „Асагумо“, „Ямагумо“ и „Шигуре“. На 20 октомври те пристигат в Бруней.
На 22 октомври, в 15:00, съединението на Нишимура напуска Бруней в рамките на реализация на операцията „Шо-Го“. Според плана, Трето отделение трябва да навлезе в залива Лейте в 01:00 на 25 октомври и да атакува зоната на десанта на американците при Таклобан на остров Лейте в 04:30, час и половина по-рано от основните сили на Курита. Перспективите за еднопосочен поход също така се подчертават от плановете да се изхвърлят корабите на плитчините на Таклобан, в случай на успех на навлизането, превръщайки ги в неподвижни огневи точки против вече стоварения десант. Носещият шест хидросамолета „Могами“ трябва да изиграе важна роля в успеха на този план. Въпреки това, според думите на оцелелия след боя сигналчик Киичи Хашегава, настроенията на крайцера са мрачни, никой не харесва идеята да съпровожда старите линкори и всички с радост биха одобрили присъединяването им към силите на Курита.
Почти на половината път в морето Сулу, в 23:30 на 23 октомври Нишимура, по неустановена причина, (възможно, за да избегне среща с американски подводници или за по-оптимално разузнаване чрез хидросамолетите) обръща на 100°, а след полунощ и на 130°, променяйки курса от североизточен на югоизточен. В 02:00 на 24 октомври от „Могами“ излита първият хидросамолет E13A1 под командването на лейтенанта от специалната служба Гидзо Касуя в търсене на цели в залива Лейте. Около 06:50 той изпраща съобщение за засичането, южно от зоната на десанта, на 4 линкора и 2 крайцера на противника, а след това и на 80 транспорта в зоната на десанта, 4 разрушителя и няколко торпедни катера в пролива Суригао, а също така на 15 самолетоносача, 4 разрушителя и 14 торпедни катера при остров Панаон. Самолетът на Касуя е атакуван от изтребител, но той успява да се измъкне, и след дозареждане на Себу се връща на „Могами“.
В 07:00 на 24 октомври „Могами“ вдига два хидросамолета за разузнаване на Сан Хосе. В 08:55 радиолокаторът на „Ямаширо“ засича група от 27 самолета на американското 38-о оперативно съединение (от авиагрупите на самолетоносачите „Ентърпрайз“ (USS Enterprise (CV-6)) и „Франклин“) (USS Franklin (CV-13)), която в 09:45 атакува съединението на Нишимура. „Могами“ при това нападение получава леки повреди по корпуса от близките разриви на три бомби и по авиационната палуба от картечен огън, от екипажа му 2 човека са убити и 6 са ранени. Паралелно с това, в 09:50, излитат още два хидросамолета за разузнаване на Сан Хосе. В 15:00 излита последният от хидросамолетите на „Могами“, № 4, пилотиран от Масаши Судзуки. Самолетът не влиза в контакт, както се оказва на следващия ден, той е свален от американски изтребители и близо до Валенсия на остров Бохол.
На 25 октомври участва в сражението в пролива Суригао, получавайки до пет попадения на снаряди от американските тежки крайцери, които предизват сериозни повреди. Убити са командирът и старшият офицер. При отхода си „Могами“ се сблъсква с тежкия крайцер „Начи“ и получава нови повреди. Продължаващият пожар води до детонации на снаряди и торпеда. Впоследствие крайцера е обстрелян от американските крайцери и получава 10 – 20 попадения, като практически не води ответен огън. Въпреки това корабът остава на вода, пожарите са потушени, но машините напълно излизат от строя.
Около 4:02 два 203-мм снаряда от „Портланд“ (USS Portland (CA-33)) се взривяват на мостика на „Могами“, трети пробива намиращия се отгоре команден пункт за ПВО, без да се взриви. Последствията от тези попадения са катастрофални. Болшинството намиращи се в помещенията са убити на място или ранени смъртоносно, включая командира на крайцера Тома, старшия помощник Уроку Хашимото, командира на щурманската бойна част Нобуюки Накано и неговия помощник Такео Окубо, командира на минно-торпедната БЧ Коуджи Уехара, командира на радиотехническата БЧ, командира на дивизион за живучест и всички останали, оказали се там, офицери. Четиримата свързочници, етаж по-долу, преживяват попаденията, и старшият от тях по звание, главният старшина Суичи Ямамото, преодолява шока и се качва на разрушения мостик. Той открива, че механизмът на рулевото управление е повреден и крайцерът описва циркулация под огъня на противника. Разбирайки екстренността на ситуацията, Ямамото не чака да се намери по-старши по звание офицер, а предава в бойната рубка два етажа по-долу, да преминават на ръчно управление и да се вземе курс на югоизток, на който „Могами“ успява да легне преди попаденията и който го отвежда от горящия „Ямаширо“ и огъня на американските кораби. Веднага след това няколко снаряда се взривяват над машинно отделение № 1, повреждайки намиращия се там преден десен турбозъбчат агрегат (ТЗА). Той се взривява от налягането на парата и убива всички членове на екипажа, които не са успели да напуснат машинното отделение, още повече, възникналият пожар бързо достига котелно отделение № 9, и то е напуснато поради топлината и дима. Почти едновременно в 4:03 нови попадения изваждат от строя машинно отделение № 4: поради пропадане на палубата и задимяването то е напуснато, спирайки задния ляв ТЗА. В резултат на „Могами“ остава в строй само машинно отделение № 2, и загубата му би означавала неизбежна гибел за кораба в боя. Ямамото към това време узнава, че старши по звание от останалите офицери е командирът на артилерийската БЧ капитан 3-ти ранг Хиичиро Араи, но продължава да командва, тъй като последният все още не може да напусне ЦАП и да се качи в надстройката.
Около 8:30 оттеглящите се японски кораби са атакувани от самолетите на ескортните самолетоносачи „Сенгамон“ и „Санти“ (от състава на ТаФи 1), избрали за свои цели „Начи“ и „Ашигара“. В 9:00 поради бързо падане на налягането на изхода на кондензаторната помпа е спрян предният ляв ТЗА на „Могами“, и от този момент крайцерът вече е неуправляем, а след това губи и ход. Паралелно с това пристига и втората вълна самолети от 75-а смесена ескадрила (VC-75), вдигната в 06:50 от ескортния самолетоносач „Омани Бей“ (от състава на Та Фи 2) и включваща десет „Авенджъра“ (всеки носи две 500-фунтови бомби) с прикритие от пет FM-2 „Уайлдкета“. В 9:02 шест „Авенджера“ на скорост 325 възела с плавно пикиране (45°) атакуват „Могами“. Американските летци заявяват пет попадения (две пред носовата надстройка, две в централната част, едно в кърмата), достоверно потвърдени от тях, след разпита на личния състав на ескадрилата, са две. Фактически „Могами“ е поразен от три бомби: първата уцелва десния борд при първата кула на главния калибър, пробивайки палубата и предизвиквайки силен пожар пред нейния барбет; втората пробива полетната палуба в съседство с 25-мм автомат № 13, външната обшивка и отделя десния вътрешен гребен винт, третата разрушава помещението на димогенератора на кърмата. На първо време Араи изпраща група техници от електромеханичната БЧ да проверят, възможно ли е да пусне отново машинно отделение № 2, което работи на автономен режим повече от 4 часа до спирането му. Но вестите от тях са неутешителни – поради пожара в централната част на кораба това машинно отделение е запълнено с дим, в него е нетърпимо горещо, а траповете и люковете са силно нагрети, правейки престоя там нетърпим. Още повече в него има непроходими завали поради срутването на горната палуба. За борба с пожара в носовата част е мобилизирана по-голямата част от екипажа, без разчетите на зенитните оръдия и автоматите, но независимо от техните усилия той последователно достига цистерните с авиобензин, а след това и мазутните цистерни, набирайки все повече интензивност. Виждайки това, Араи издава заповед да се наводнят всичките три носови погреби за 203-мм установки поради риск от взрива им, считайки спасението на кораба за по-приоритетна задача и съмнявайки се, че „Могами“ въобще в близко време ще има нужда от главния калибър. Обаче погребът на първата кула не е наводнен – взрив на бомба е деформирал неговата преграда, и кингстоните не се отварят. Водата в него започват да помпат с ръчни помпи, но тяхната производителност е съвършено недостатъчна. Огънят в носа достига нивото на долната палуба и се устремява нагоре. Разбирайки, че крайцерът във всеки един момент може да се взриви, Араи скоро след 10:30 издава заповед да се напусне кораба. Обаче с евакуацията на екипажа възникват трудности, тъй като единственият катер на борда на „Могами“ е унищожен в хода на боя. Рискувайки да погуби своя кораб в случай на взрив, командирът на разрушителя „Акебоно“ капитан 2-ви ранг Араки, в 11:00 го подвежда към левия борд на крайцера на минимално разстояние и тогава изпраща съобщение за случващото се на адмирал Шима на „Начи“.
От борда на разрушителя членовете на екипажа на „Могами“ гледат своя кораб, който гори, но не бърза да потъва. Разбирайки, че е време да се маха, „Акебоно“ в 12:56 изстрелва по крайцера торпедо, попадащо в левия борд под носовата надстройка. Но и след това „Могами“ започва едва едва да се забива с носа във водата. Едва когато нивото на водата достига до носовата надстройка, корабът е разтърсен от мощен вътрешен взрив (възможно, от същия онзи погреб на първата кула, до който най-накрая е стигнал пожара). След това крайцерът започва бързо да се накланя на левия борд, преобръща се и в 13:07 потъва. Фукуши в своя отчет говори, че това става на 20 км южно от остров Бохол, където дълбочините надхвърлят 1000 м. Отчетът на 1-ва ЕР дава по-точните координати 9°30′ с. ш. 124°56′ и. д. / 9.5° с. ш. 124.933333° и. д.. Така, от всичките кораби на Трето отделение само „Шигуре“ успява да преживее боя и да се върне в базата.
„Могами“, освен довършилото го торпедо на „Акебоно“, при Лейт успява да получи над сто снаряда от различни калибри, три преки попадения на авиобомби, да пострада от взрива на собствените му торпеда и стълкновението с „Начи“. На фона на всичко това загубите сред екипажа му са учудващо малки, в голяма степен за сметка на мъжеството на поелия командването капитан 3-ти ранг Араи – в хода на боя загиват 192 души, в т.ч. 20 офицера, 171 старшини и матроси, 1 гражданско лице. Още 125 души (3 офицера и 122 старшини и матроси) са ранени, от тях четирима по-късно умират от раните си. Около 700 оцелели пристигат в Манила на борда на „Акебоно“ на следващия ден. Загиналият в боя командир на крайцера Тома и старшият помощник Хашимото посмъртно са произведени в звание контраадмирал.
На 15 ноември 1944 г. „Могами“ е формално придаден на Обединения флот, от списъците на флота е изключен на 20 декември.

## Откриване на останките
На 9 септември 2019 г. на страницата на научноизследователския кораб „Petrel“ във Facebook е публикувано съобщение за откриването на останките на потъналия през 1944 г. крайцер „Могами“. Останките на кораба са открити през май 2019 г. от експедиция, която се базира на научноизследователския кораб „Petrel“. Корпусът на крайцера лежи на дъното (дълбочината в района на потъването е около 1450 метра) на равен кил и, освен носовата част, е много добре запазен (на фотографиите са показани стволовете на оръдията на главния калибър и зенитните установки).

## Командири
- 14.3.1934 – 15 ноември 1935 капитан 1-ви ранг (тайса) Томошиге Самеджима (на японски: 鮫島具重)[16];
- 15 ноември 1935 – 15 април 1936 капитан 1-ви ранг (тайса) Сейчи Ито (на японски: 伊藤整一)[16];
- 15 април 1936 – 1.12.1936 капитан 1-ви ранг (тайса) Тецури Кобаяши (на японски: 小林徹理)[16];
- 1.12.1936 – 20 април 1938 капитан 1-ви ранг (тайса) Сэйго Такацука (на японски: 高塚省吾)[16];
- 20 април 1938 – 20 юли 1939 капитан 1-ви ранг (тайса) Кейджо Чиба (на японски: 千葉慶蔵);
- 20 юли 1939 – 15 ноември 1939 капитан 1-ви ранг (тайса) Кюджи Кубо (на японски: 久保九次);
- 15 ноември 1939 – 8.01.1941 капитан 1-ви ранг (тайса) Сюнджи Исаки (на японски: 伊崎俊二)[16];
- 8.01.1941 – 15 септември 1941 капитан 1-ви ранг (тайса) Такео Аруга (на японски: 有賀武夫)[16];
- 15 септември 1941 – 10 ноември 1942 капитан 1-ви ранг (тайса) Акира Соне (на японски: 曽爾　章)[16];
- 10 ноември 1942 – 13 април 1943 капитан 1-ви ранг (тайса) Сейго Сасаки (на японски: 佐々木静吾)[16];
- 13 април 1943 – 10 април 1944 капитан 1-ви ранг (тайса) Ичиро Айтоку (на японски: 相徳一郎)[16];
- 10 април 1944 – 26 октомври 1944 капитан 1-ви ранг (тайса) Рю Тома (на японски: 藤間　良)[16].

## Коментари
1. ↑  При влизането му в строй е класифициран като крайцер 2-и клас (нито дзюнъйокан), след замяната на артилерията като клас 1 (ито дзюнъйокан), което според приетата тогава международна терминология съответства на термините лек и тежък крайцер.
2. ↑  Противоречие между източниците. Отчетът за бойните действия на крайцера „Могами“ утвърждава, че предният ляв ТЗА в машинно отделение № 2 е спрян в 07:30 Токийско време, а отчетът на Нарухико Фукуши – че в 08:00 (т.е. в 8:30 и 9:00 местно време). Летците на 75-а ескадрила виждат, че „Могами“ при нападението все още има ход и спира скоро след него, оценявайки това като последствие от попаденията, които те имат. Тули предполага във връзка с това, че в отчета на „Могами“ има объркване във времето. Виж страница 255 от негова книга.